# Vissel Kobe 2009
Questa pagina raccoglie i dati riguardanti il Vissel Kobe nelle competizioni ufficiali della stagione 2009.

## Organigramma societario
Area tecnica
- Allenatore: Caio Júnior, Masahiro Wada, Toshiya Miura
- Vice-Allenatore: Masahiro Wada

## Rosa
| N. |                          | Ruolo | Calciatore         |
| -- | ------------------------ | ----- | ------------------ |
| 1  | Giappone (bandiera)      | P     | Tatsuya Enomoto    |
| 2  | Giappone (bandiera)      | D     | Teruaki Kobayashi  |
| 3  | Giappone (bandiera)      | D     | Masaki Yanagawa    |
| 4  | Giappone (bandiera)      | D     | Kunie Kitamoto     |
| 5  | Giappone (bandiera)      | D     | Hiroyuki Kōmoto    |
| 6  | Corea del Sud (bandiera) | C     | Kim Nam-Il         |
| 7  | Corea del Sud (bandiera) | C     | Park Kang-Jo       |
| 8  | Brasile (bandiera)       | C     | Alan Bahia         |
| 9  | Brasile (bandiera)       | A     | Marcel             |
| 10 | Brasile (bandiera)       | C     | Botti              |
| 11 | Giappone (bandiera)      | A     | Shota Matsuhashi   |
| 13 | Giappone (bandiera)      | A     | Kazuki Ganaha      |
| 14 | Giappone (bandiera)      | D     | Tsuneyasu Miyamoto |
| 15 | Giappone (bandiera)      | D     | Toshihiko Uchiyama |
| 16 | Giappone (bandiera)      | C     | Seiji Koga         |

| N. |                     | Ruolo | Calciatore       |
| -- | ------------------- | ----- | ---------------- |
| 17 | Giappone (bandiera) | C     | Takayuki Yoshida |
| 18 | Giappone (bandiera) | C     | Hideo Tanaka     |
| 19 | Giappone (bandiera) | A     | Daisuke Sudo     |
| 20 | Giappone (bandiera) | D     | Norio Suzuki     |
| 21 | Giappone (bandiera) | A     | Hiroto Mogi      |
| 22 | Giappone (bandiera) | C     | Kenji Baba       |
| 23 | Giappone (bandiera) | D     | Gakuto Kondō     |
| 25 | Giappone (bandiera) | D     | Yōsuke Ishibitsu |
| 26 | Giappone (bandiera) | C     | Ryōsuke Matsuoka |
| 27 | Giappone (bandiera) | A     | Hiroki Kishida   |
| 28 | Giappone (bandiera) | D     | Tsubasa Oya      |
| 29 | Giappone (bandiera) | P     | Takahide Kishi   |
| 31 | Giappone (bandiera) | C     | Akihito Kusunose |
| 33 | Giappone (bandiera) | D     | Ryuhei Niwa      |
| 50 | Giappone (bandiera) | A     | Yoshito Ōkubo    |